# Pont de l'Atlantique (Helsinki)
Pour les articles homonymes, voir Pont de l'Atlantique.
Le pont de l'Atlantique (en finnois : Atlantinsilta) est un pont de situé à  Jätkäsaari à Helsinki en Finlande.

## Description
Atlantinsilta est un pont routier qui traverse la baie Ahdinallas du côté nord-ouest de  terminal maritime 2 et relie Atlantikatu au Port Ouest d'Helsinki.
Il a été construit pour rationaliser le trafic à proximité du port Ouest.
Le pont a ouvert en mai 2021.
Atlantinsilta est un pont à poutres en béton armé de 106 mètres de long et 26,6 mètres de large.
Il est utilisé par les rames de tramway, les piétons et les cyclistes.
Le pont a été conçu par WSP Finlande et construit par YIT.
Les travaux de conception ont commencé en 2016 et la construction en octobre 2019.
Le thème de la mer est représenté dans la conception, les matériaux et les choix de couleurs. Le tablier en béton affiche la forme la plus simple possible d’une vague, et il est soutenu par des piliers sculpturaux. La palette de couleurs est rehaussée par l’utilisation de béton et de grenailles d’inox.
En raison de la nature du sol, la construction a nécessité de nombreux pieux en acier et de grandes dalles.
Selon  Juha Auvinen, ingénieur géotechnicien « Le pont Atlantinsilta est bâti sur un sol de remblai. Au fil des ans, l’argile a été draguée du fond marin et remplacée par de la terre draguée transportée par barge. Il était impossible de compacter le remblai dans la mer, de sorte que les pieux ont été enfoncés à travers le remblai et dans la roche ».
Pendant la construction, 2 600 mètres de sol ont été forés et 3 500 mètres de pieux foncés ont été utilisés.
Le pont devait être bas et son tablier du pont le plus fin possible, afin que la vue sur la mer ne soit pas trop limitée.

## Prix et récompenses
En 2022, Atlantinsilta a reçu le prix du pont de l'année de l'Association finlandaise de génie civil,.
Malgré sa taille imposante, le pont a été qualifié d'élégant et de léger,.

## Galerie

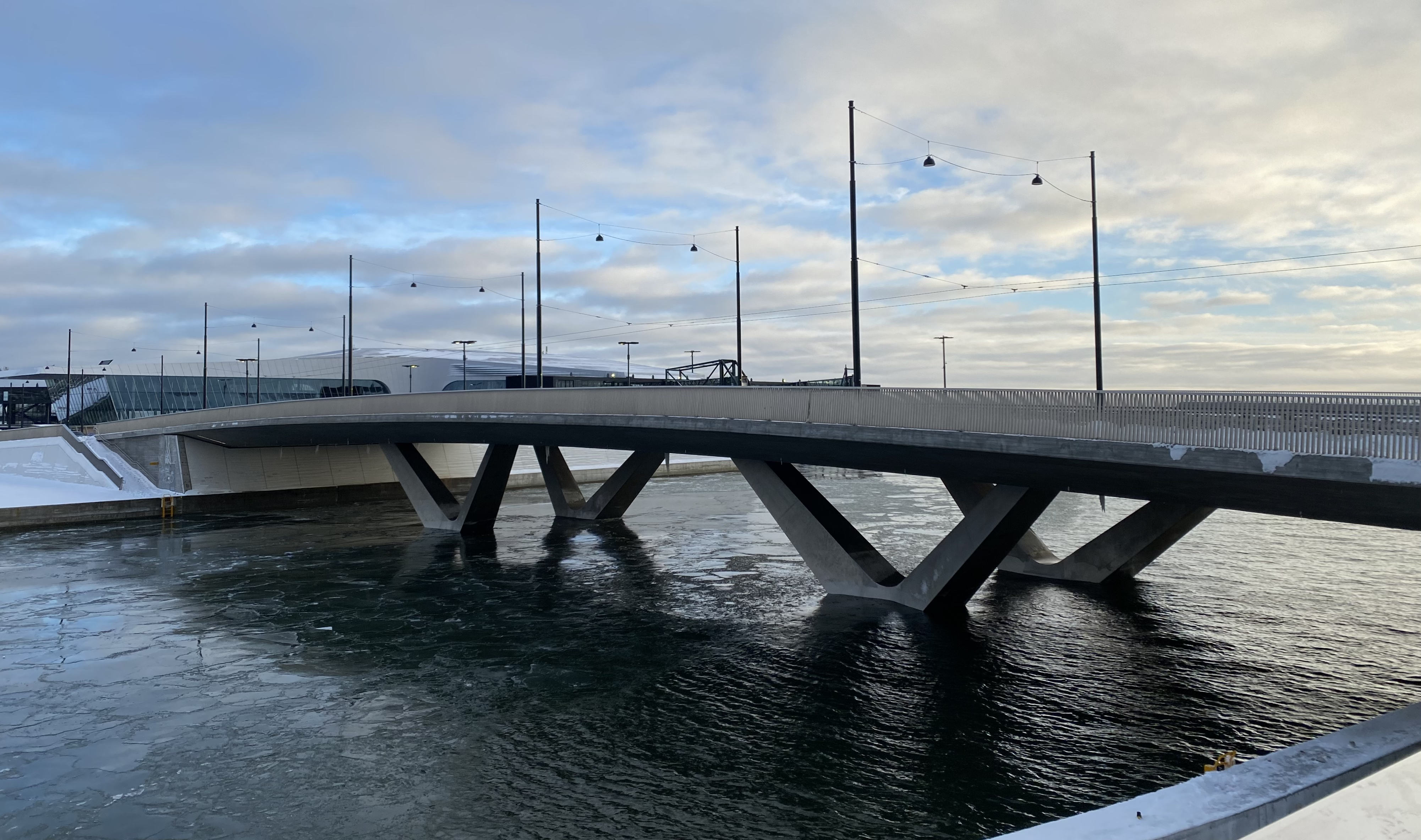
Le pont vu du nord.
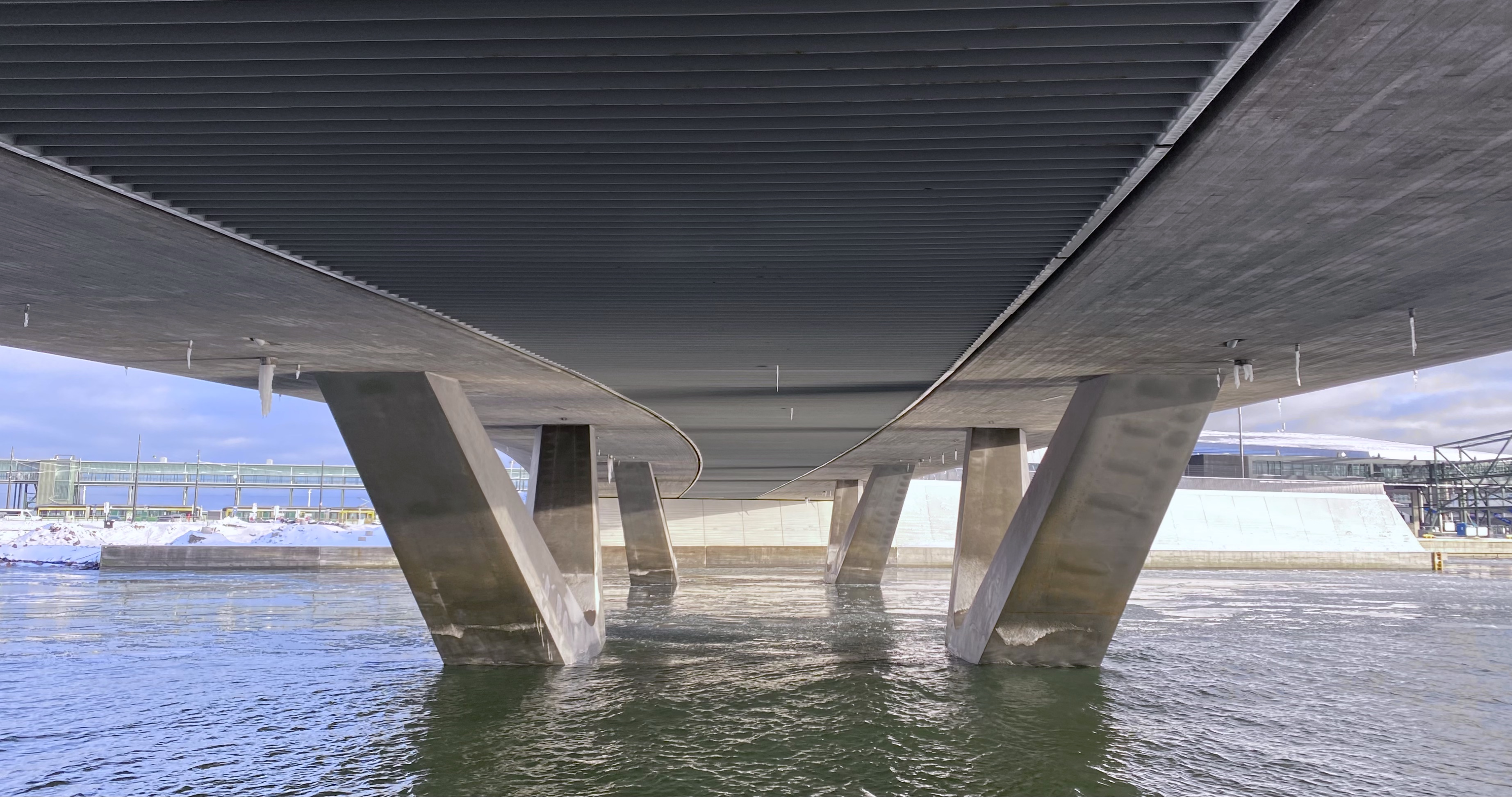
Sous le pont.
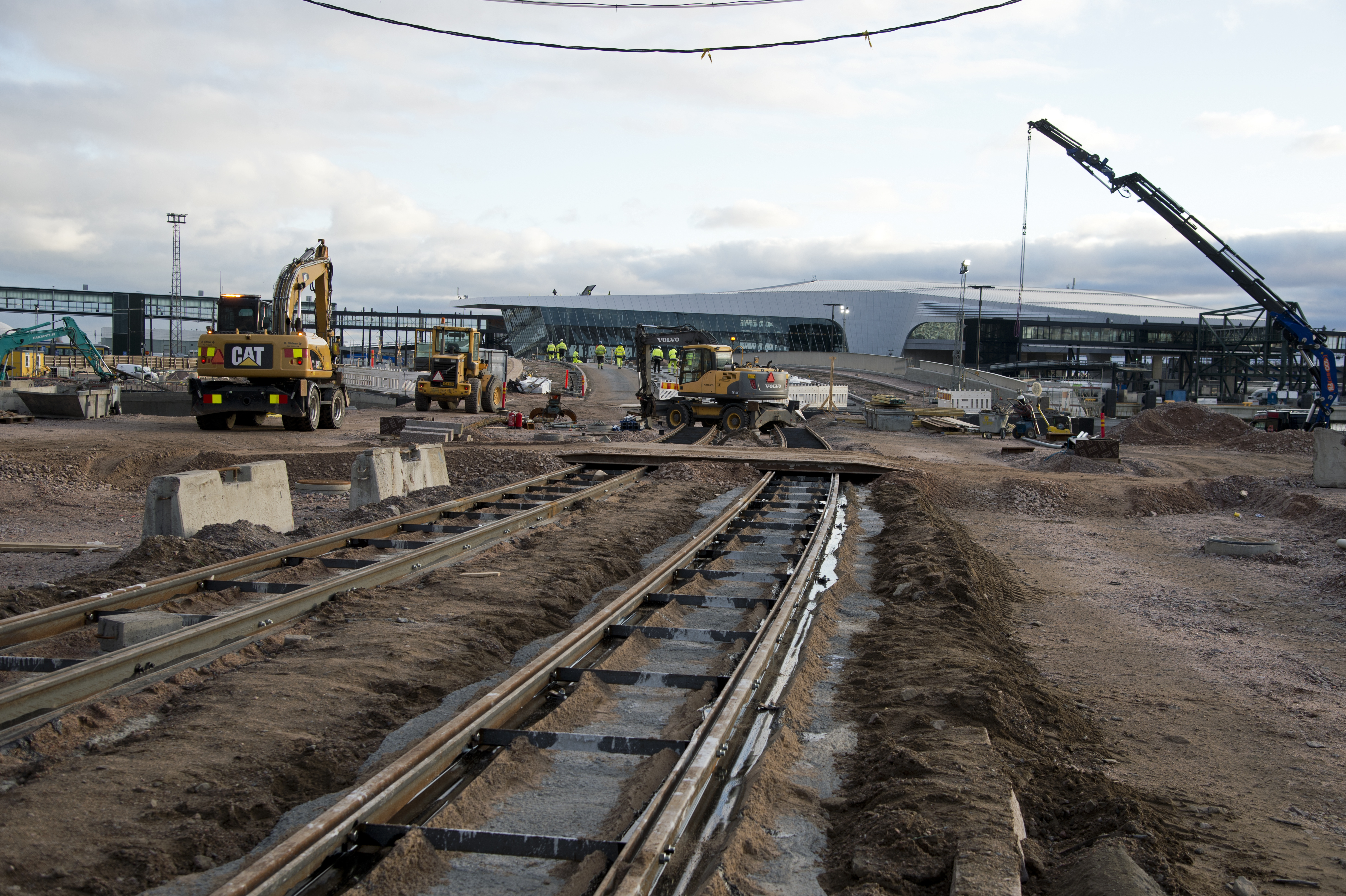
Travaux de construction du pont et du tramway à l'automne 2020. Au fond, le  terminal maritime 2.